# Рід (мовознавство)

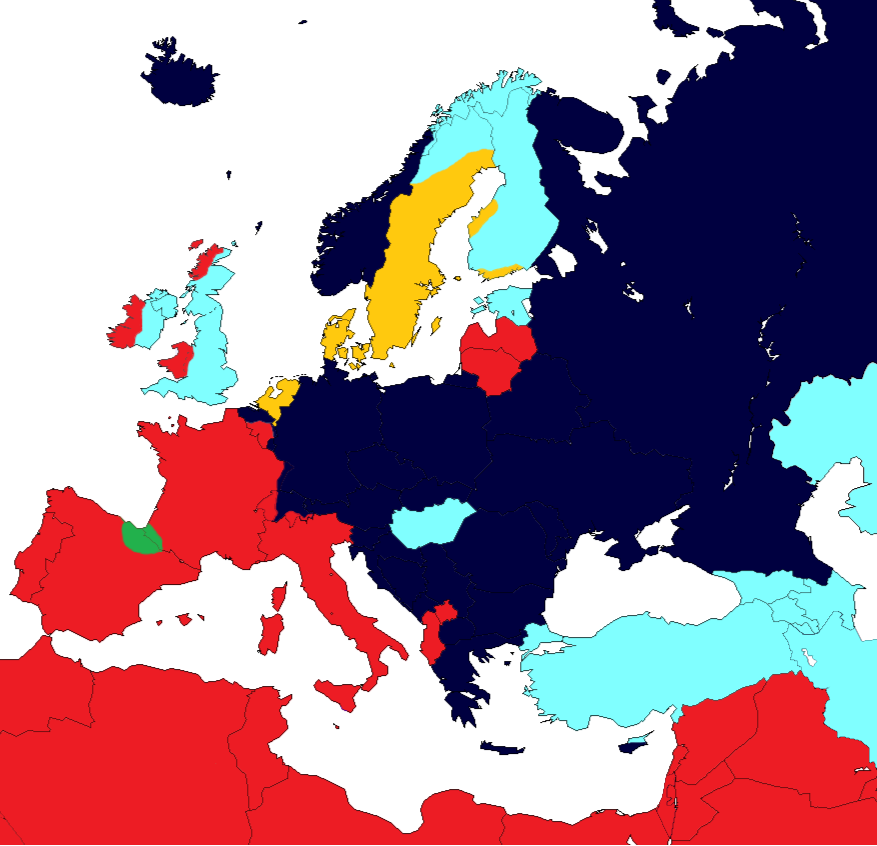
Рід у європейських мовах:
- блакитний — система родів відсутня,
- жовтий — єдиний спільний / середній рід,
- зелений — поділ на живе / неживе,
- червоний — жіночий / чоловічий,
- темно-синій — чоловічий / жіночий / середній.

Рід (лат. genus grammaticum) — граматична категорія різних частин мови, що розподіляє їх на класи, що співвідносяться з ознакою статі (чоловічої, жіночої чи відсутньої): чоловічий рід, жіночий рід, середній рід (в однині).
Засади розподілу слів за родами дуже розмиті. Лише певна частина іменників (які означають істот) реально відображає стать цих істот: брат (чол. рід) — сестра (жін. рід), лат. lupus («вовк», чол. рід) — lupa («вовчиця», жін. рід). Тоді як рід неістот (стіл (чол. рід), казка (жін. рід), добро (сер. рід)) вочевидь не ґрунтується на статі. Розмитість показників роду призвела до виникнення спільного роду (сирота: чол. рід та жін. рід).
Категорія роду є однією з основних морфологічних ознак іменника і і як самостійна (синтаксично незалежна, на відміну від категорії роду прикметників, числівників, займенників, дієприкметників та дієслів, з якими іменники входять в синтаксичні зв'язки) властива лише іменникам. Рід іменника визначає рід займенника, артикля, прикметника та дієслова (i його форм), що відносяться до цього іменника. Наприклад: дівчина (жін. рід) — читала (жін. рід); море (сер. рід) — синє (сер. рід); ісп. una (артикль, жін. рід) — hija («дочка», жін. рід) — bonita («гарна», жін. рід).
При цьому з 256 існуючих у світі мов лише 112 (44 %) мають ознаки роду, а 144 (56 %) роду не мають: вони є безродовими (англійська, тюркські, угрофінські мови, африкаанс).
Триродова система характерна для слов'янських мов, а також для давніх індоєвропейських мов — давньогрецької, латинської та санскриту. Більшість сучасних індоєвропейських та афразійських мов мають два роди (чол. та жін.).
Термін «рід» у сучасному значенні українською вперше вжив Т. Глинський у неопублікованій граматиці; 1849 року ним же скористався Я. Головацький.

## Виникнення роду
Постання граматичних родів — ще не до кінця розв'язане питання. Спочатку роду не було, він — витвір пізнішого часу (вже індоєвропейської доби).
Первісно на загальноєвропейському ґрунті вирізнилися два роди: особовий (соціально активний) — для живих істот, і речовий (соціально пасивний) для неживих істот. Поступово на основі роду живих істот сформовано поділ іменників на чоловічий і жіночий роди (за статтю істот), а на основі роду неживих — на середній рід. Категорія роду поступово витісняє, а пізніше й руйнує типи відмінювання іменників за детермінативним принципом, на ділі за допомогою цієї категорії сформувалися нові типи відмінювання — протосучасні відміни. Перші ж розрізнення граматичного роду постали в закінченнях вказівних займенників (пор.: той, та, те), а від них з часом поширилися на прикметники (пор: добрий, добра, добре) і тільки пізніше охопили іменники.
Умовно виділяють три основні напрями розгляду проблеми сутності, генези та діахронії категорії роду:
1. Символіко-семантичний, також семантичний або лексико-семантичний (рід визначено як семантично мотивовану категорію, тобто граматичне значення роду пов'язане з уявленням про чоловіче та жіноче начала предметів). Такий поділ на дві статі частково мотивований, а частково — ні, адже в деяких випадках назви живих істот чоловічої статі належать до жіночого чи середнього роду, і навпаки (стіл — неістота, але чол. рід). Такий напрям в українському мовознавстві є поширенішим і більш аргументованим, і поділяється на:
  1. Формально-семантичний;
  2. Семантико-морфологічний;
  3. Семантико-синтаксичний.
2. Морфологічний (рід іменників не мотивований ідеєю статі);
3. Синтаксичний (сутність категорії роду зводиться до узгодження).

На думку О. О. Потебні, рід — це непостійна категорія, що «на нього потрібно дивитися як на явище, породжене тимчасовими потребами національної думки», проте найбільш знаною тезою Потебні тезою є та, що «граматичний рід належить до числа загальних людиноподібних понять, які слугують для розчленування, приведення до ладу всього змісту думки».

## Класифікація мов за наявністю граматичних родів
Мови, залежно від їхнього підходу до граматичного роду, можна поділити на групи:
- Граматичний рід відсутній цілковито чи майже (безродові мови),
- Класифікатори іменників (мови, в яких відсутні класи іменників, мають їх класифікатори. Характерно для східноазійських мов);
- Чоловічий і жіночий рід (де зникає, майже зник чи зник середній рід або його не було);
- Загальний і / чи середній рід як єдина розрізнююча ознака,
- Існує поділ на живе та неживе (одухотвореність предметів як єдина розрізнююча ознака),
- Чоловічий, жіночий, середній рід,
- Понад три граматичних роди (від 4 до 140 класів іменників).

| Граматичний рід відсутній (австронезійські, тюркські та уральські мови) | Класифікатори іменників | Чоловічий та жіночий роди | Загальний та / або середній рід | Живе та неживе (істоти / неістоти) | Чоловічий, жіночий, середній | Більше трьох граматичних родів |
| --- | --- | --- | --- | --- | --- | --- |
| 1. Азербайджанська 2. Айнська 3. Англійська 4. Африкаанс 5. Баскська 6. Башкирська 7. Вірменська 8. Visayan (австронезійська) 9. Гагаузька 10. Грузинська 11. Гренландська 12. Гуарані 13. Гаїтянська креольська 14. Есперанто 15. Естонська 16. Ідо 17. Ілоко 18. Казахська 19. Карачаєво-балкарська 20. Каракалпацька 21. Кірибаті 22. Каролінська 23. Киргизька 24. Конкані 25. Кримськотатарська 26. Кумицька 27. Лаоська 28. Лінгва франка-нова 29. Ложбан 30. Малагасійська 31. Малаялам 32. Маньчжурська — застосовується гармонія голосних в родових флексіях. 33. Маорі 34. Маршальська 35. Монгольська 36. Науатль 37. Науруанська 38. Ніуеанська 39. Ногайська 40. Осетинська 41. Палауська 42. Південнокечуанська 43. Рапануйська 44. Саларська 45. Самоанська 46. Себуано 47. Суданська 48. Тагальська 49. Таїтянська 50. Татарська 51. Тетум 52. Тонганська 53. Турецька 54. Туркменська 55. Тувалуанська 56. Тувинська 57. Угорська 58. Уйгурська 59. Узбецька 60. Фінська 61. Хакаська 62. Чаморро 63. Чуваська 64. Шор 65. Яванська 66. Якутська | 1. Американська жестова 2. Бенгальська 3. Бірманська 4. В'єтнамська 5. Гавайська. 6. Індонезійська 7. Китайська (сино-тибетська) 8. Кхмерська 9. Корейська 10. Малайська 11. Перська; може також таджицька, дарі і західна фарсі 12. Тайська 13. Фіджійська 14. Хмонг 15. Японська | 1. Албанська 2. Аккадська 3. Амхарська 4. Арабська 5. Арамейська 6. Берберська 7. Бретонська 8. Венеційська 9. Валлійська 10. Галісійська 11. Граматика гінді (див. також урду та гінді) 12. Єгипетська 13. Зазакі 14. Іврит 15. Ірландська 16. Іспанська 17. Італійська 18. Каталонська 19. Коптська 20. Корнська 21. Корсиканська 22. Курдська 23. Ладинська 24. Латиська 25. Литовська 26. Мальтійська 27. Менська 28. Окситанська 29. Оромо 30. Пушту 31. Португальська 32. Пенджабська 33. Ромська 34. Сардинська 35. Сицилійська 36. Французька 37. Фріульська 38. Шотландська гельська | Іменники для істот переважно мають загальний рід, іменники неживого можуть бути будь-якого роду. 1. Данська 2. Західнофризька 3. Нідерландська 4. Норвезька 5. Шведська 6. Хетська | У багатьох мовах, що ділять об'єкти за ознакою належності до живого, те, що зазвичай називають «оживленістю», може бути точніше описано як відмінність між людським і нелюдським, раціональним і ірраціональним, «соціально активним» і «соціально пасивним» тощо. 1. Баскська 2. Еламська 3. Грузинська 4. Багато індіанських мов, включаючи більшість алгських, сіуанських і юто-ацтецьких мовних сімей, а також ізоляти, такі як мапудунгун. 5. Шумерська 6. Чукотсько-камчатські мови | 1. Астурійська 2. Білоруська 3. Болгарська* 4. Боснійська* 5. Галльська 6. Грецька 7. Гуджараті 8. Давньоанглійська 9. Давньоірландська 10. Давньоперська 11. Їдиш 12. Ісландська 13. Каннада 14. Латинська 15. Лімбурзька 16. Лужицька 17. Люксембурзька 18. Македонська 19. Маратхі 20. Нідерландська 21. Німецька 22. Норвезька 23. Нижньонімецька 24. Прусська 25. Пенсільвансько-німецький діалект 26. Польська* 27. Румунська 28. Російська* 29. Санскрит 30. Сербська* 31. Словацька * 32. Словенська* 33. Телугу 34. Тамільська 35. Українська* 36. Фарерська 37. Хорватська* 38. Чеська* 39. Шведська | - Бурушаскі: - Польська - Мови Pama-Nyungan, включаючи Dyirbal та ін. австралійські, мають такі родові системи: чоловіче, жіноче (див. Жінки, вогонь і небезпечні речі), рослинне та середнє. - Багато австралійських мов мають систему родового надкласу, в якій членство в одному роді може означати членство в іншому. - Каннада - Занде - Банту мають багато класів іменників. - Сім'я мов Руанди-Рунді (включаючи Кіньярнванда, Кірунді і Ха): 16 класів іменників, згрупованих у 10 пар. - Луганда - Шона - Суахілі - Tuyuca - Чеченська - Чеська та словацька |
| 1. 2. 3. 4. 5. 6. 7. 8. 9. 10. 11. 12. 13. 14. 15. 16. 17. 18. 19. 20. 21. 22. 23. 24. 25. 26. 27. 28. 29. 30. 31. 32. 33. 34. 35. 36. 37. | | | | | | |

## Роди в українській мові
В українській мові існують чоловічий рід, жіночий рід, середній рід та невелика кількість слів спільного роду. Слова на позначення істот чоловічого роду називаються маскулінітивами, слова на позначення істот жіночого роду — фемінітивами. 

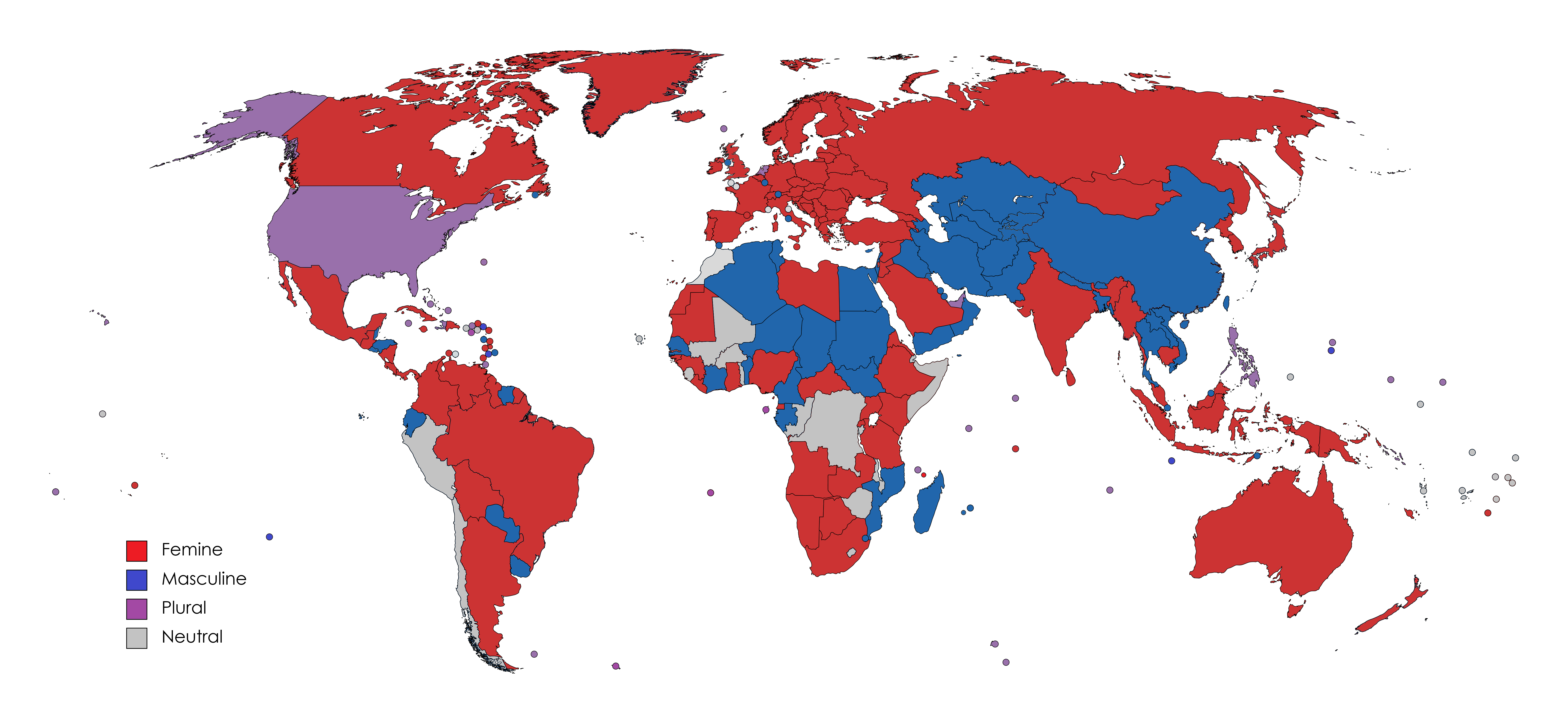
Категорія роду назв країн світу в українській мові:
жіночого,
чоловічого,
середнього,
у множині.

### Історія
У староукраїнській літературній мові, порівняно з сучасною, іменники чол. роду на -а/-я були поширеніші: поета, юриста, патріарха, маршалка, державця, оборонця (деякі з них донедавна ще були особливо поширені у творах західноукраїнських письменників). У перебігу подальшого розвитку української мови утворення з наростком -ець витіснули іменники на -ця.
Норму сучасної літературної мови становлять іменники чол. роду на -пис (випис, перепис, рукопис, часопис), хоч у давньоруській мові вони належали до жін. роду. Певного часу навіть у новій українській літературі деякі були вживані в жін. роді: обіцяну рукопись, редактор часописі. Причиною переходу до чол. роду. мабуть, був занепад зредукованих голосних, унаслідок чого відбулося ствердіння ряду кінцевих приголосних. Так само перешли до чол. роду іменники типу насип, дріб, сажень. Частина двородових слів є первісного або давнього походження: жар — жара, завіс — завіса, закут — закута, хід — хода, берлог — берлога, завал — завала, змій — змія, сусід — сусіда тощо. Інколи хитання в роді може відбивати стан неунормованості в самій мові — джерелі чи посередниці —, як-от, запозичення вірш/вірша, що його/її було запозичено через польську або відразу з латини. Нині спостерігається тенденція до зменшення хитань у роді шляхом витіснення однієї форми або внаслідок закріплення різних значень, наприклад, хід — рух чогось, а хода — сам процес, ходьба.

### Сьогодення
Українські іменники в однині належать до чоловічого, жіночого, середнього та спільного роду. Крім назв осіб і деяких тварин, що (хоч і не послідовно) мають чоловічий або жіночий рід за статевими ознаками (син, батько, баран, джура; дочка, мати, акторка, телиця) приналежність іменників до родів умотивована значенням і визначається за морфологічними ознаками, суфіксами й закінченнями в називному відмінку однини:
- у зв'язку з типом відмінювання чоловійчи рід закінчується — на твердий і (функційно) м'який приголосний, зрідка на -о, при родовому на -а;
- жіночий рід — на (функційно) м'який приголосний, на -а, винятково на -і при родовому на -и, і;
- слова середнього роду — на -о, -е, - 'а при родовому на -а (пор. хліб, ніж, кінь, Дніпро; ніч, сіль, рука, пані; село, поле, знання);

Відповідно до того чужі слова або змінюють свій рід в українській мові (аукціон, технікум, саботаж, бар, бакара), або, затримуючи давній рід, змінюють закінчення (акція, група).
З родом іменника узгоджує свої родові закінчення залежний від нього прикметник у широкому розумінні (білий, цей, один) та дієслово — у минулому часі й умовному способі. Щодо спільного роду, то він існує лише в іменниках, тому при узгодженні з ним прикметника чи дієслова останні набувають форми чоловічого або жіночого роду, бо не мають якогось окремого «спільного».
Родові розрізнення у називному-знахідному відмінках множини українська мова усунула ще у 14-15 ст. Крім називного-знахідного однини, де розрізнюються всі три роди, родове протиставлення закінчень однини у прикметниках зводиться здавна до жіночого й чоловічо-середнього роду.
На сучасному етапі розвитку української літературної мови спостерігається виразна тенденція до уникнення подвійних форм іменників, хоча повністю чіткого розмежування за граматичними родами немає й досі. Таких випадків, коли по говорах немає якогось роду (як в російській), не спостерігається.

#### Чоловічий рід
До іменників чоловічого роду належать ті іменники, які здебільшого мають в називному відмінку однини нульове закінчення (дуб, герой), рідше — -о, -а (Микол-а, дядьк-о). Також рід іменника можна визначити, співвідносячи його із займенниками він, вона, воно, цей, ця, це, мій, моя, моє: ліс (він, цей).

#### Жіночий рід
До іменників жіночого роду належать ті іменники, які здебільшого мають в називному відмінку однини закінчення -а, -я, рідше — нульове закінчення: лип-а, земл'-а, совіст', ніч, тін'. З іменниками жіночого роду співвідносяться займенники вона, ця, моя.

#### Середній рід
До іменників середнього роду належать іменники, які в називному відмінку однини мають закінчення -о, -е, -а -у: по'л-е, о'зер-о, тел'-а', курч-а', пле'м-а, ме'н-у.
Іменники середнього роду, що означають назви молодих істот і мають в називному відмінку однини закінчення -а (-я), в непрямих відмінках однини та множини, а також в називному відмінку множини приймають суфікс -ат (-ят) (хлопча, цуценя, горобеня), разом з іменниками середнього роду на -а (-я) та суфіксом -ен (ім'я, плем'я, вим'я) становлять окремий тип відмінювання — IV відміну.
З іменниками середнього роду співвідносяться займенники воно, це: озеро (воно, це), котеня (воно, це).
Також у похідних іменників на рід може вказувати суфікс (це здебільшого стосується назв молодих істот): заєць — зайч-ен-ят-к-о, лис — лис-ен-я. Проте чимало таких назв утворюються суплетивно: кінь — лоша, свиня — порося, собака — цуценя, корова — теля.
Окрім того, що значення середнього роду набувають назви малих щодо віку істот різної статі, а також назви конкретних предметів, явищ, понять, значення середнього роду набувають слова, що переходять в іменники з різних частин мови (субстантиви), але не мають родових ознак: дзвінке «ку-ку», моє «Я», щасливе «ура».
Середній рід послуговується часто як експресивно-розмовна мова на вияв емоційного ставлення до осіб, тварин і речей («Таке воно придирливе»).

#### Неусталений рід
Неусталеність, хитання в роді окремих іменників спостерігається найчастіше в словах іншомовного походження:
- Зал (род. відм. залу) — зала (род. відм. зали)
- Тезис (род. відм. тезису) — теза (род. відм. тези)
- Оазис (род. відм. оазису) — оаза (род. відм. оази)
- Генезис (род. відм. генезису) — генеза (род. відм. генези)
- Синтаксис (род. відм. синтаксису) — синтакса (род. відм. синтакси)
- Літр (род. відм. літра) — літра (род. відм. літри)

У деяких власне українського походження іменників теж спостерігають коливання у роді: вони можуть бути як чоловічого, так і жіночого роду, відповідно і різні закінчення відмінків, але значення зберігають те саме. Інколи в літературній мові закріплено обидві форми:
- Одяг (род. відм. одягу) — одежа (род. відм. одежі)
- Мозоль (род. відм. мозоля) — мозоля (род. відм. мозолі)
- Постіль (род. відм. постеля) — постеля (род. відм. постéлі)

У діалектах також можуть бути коливання у роді таких слів, як глиб, крадіж, нежить. Окремо стоїть слово «біль», яке теж може бути і чоловічого, і жіночого роду. Але воно, з одного боку, не є випадком неусталеного роду, бо тут наявна омонімія: «біль» (род. відм. болю) — має одне значення, а «біль» (род. відм. білі) — відмінне, а з іншого, не по всіх говорах слово «біль» перейшло в чоловічий рід, тому говорять як сильний, так і сильна «біль». З етимологічного погляду «і» у цих словах не тотожній, це наочно показує запис слів у правописі Максимовича: бôль (чоловічий рід) і бѣль (жіночий рід).
З неусталеним родом не слід зплутувати спільний рід — в останньому випадку форма роду змінюється залежно від статі особи.

##### Подвійний рід
Подвíйний рід — різновид хитання в роді української мови, у якім іменники можуть вживатися в одній і тій самій формі зі значенням двох родів, один з яких — середній (чоловічий/середній, жіночій / середній). Такі слова вживано з наростком -ищ-, -иськ- або -ащ- зі значенням згрубілості чи зневажливості: той / те дубище, той / те хлопчисько, та / те бабище, та / те дівчисько, той / те ледащо. Подвійність тлумачення роду в таких словах пояснювана тим, що формальний показник (закінчення) указує на середній, а формально-значеннєвий — на чоловічий рід. Зі словами в подвійному роді не слід плутати іменники сер. роду на -ищ-, -иськ- типу пасовище / пасовисько, що є тільки сер. роду.
Не варто плутати зі спільним родом.

##### Двородові слова
Типові приклади двородових слів:
- Черінь (род. відм. череня) — черінь (род. відм. черені)
- Кýжіль (род. відм. кужеля) — кужíль (род. відм. кужелі)
- Дрож (род. відм. дрожу) — дрож (род. відм. дрожі)
- Собака (частіше чоловічого) — собака (рідше жіночого)
- Купіль (род. відм. купелю) — купіль (род. відм. купелі)
- Харч (род. відм. харчу) — харч (род. відм. харчі)

Такі слова І. Огієнко назвав був двородовими, відокремивши їх від подвійного та спільного роду.
До цієї групи також належать прізвища на -ко чи на приголосну: Петро / Марія Лещенко (але Петра Лещенка і Марії Лещенко), Олег / Наталя Вусик (але Олега Вусика і Наталі Вусик); просто слова на -ко на зразок незнайко: той / та незнайко.

###### Триродові слова
Є невелика кількість іменників, що по діалектах мають аж три роди:
- ґонт(а) (ор. відм. чол. ґонтом / жін. ґонтою / сер. ґонтям),
- плесо (наз. відм. чол. плес / жін. плеса / сер. плесо),
- перл (наз. відм. чол. перл / жін. перла / сер. перло)

Інколи можуть бути потрійні форми, з яких дві є жіночого роду, але різних (І і ІІІ) відмін, і одна чоловічого:
- завала / заваль (завалою / заваллю) — завал (завалом),
- нуда / нудь (нудою / нуддю) — нуд (нудом),
- мебля / мебель (меблею / мебеллю) — мебель (меблем),
- продажа / продаж (продажою / продажжю) — продаж (продажем),
- кража / крадіж (кражою / крадіжжю) — крадіж (крадежем),
- ратуша / ратуш (ратушою / ратушшю) — ратуш (ратушем).

- У фольклорі збірний іменник браття вживано в сер. або жін. роді, чи як множина: премилеє браття, моя браття, браття милі.

#### Відсутність роду
Іменники, уживані лише в множині, не мають категорії роду: ворота, іменини, ножиці.
Але, наприклад, хати українці сприймають несвідомо як іменник жіночого, береги — чоловічого, а села — середнього роду.
На колишній рід можуть указувати слова з однаковим коренем в однині: гордощі — гордість (жін.), двері — рос. дверь (жін.), кури — давн-рус. куръ (чол.).

## Роди в іспанській мові
В іспанській мові граматичний рід, поряд із числом, є однією з двох форм словозміни, які систематично впливають на іменники та прикметники. З лінгвістичної точки зору, граматичний рід є граматичною ознакою, яка повинна бути спільною для елементів в межах однієї синтагми та з іншими, пов'язаними з ними, причому головним проявом роду є граматичне узгодження.
У романських мовах кажуть, що рід має морфологічну рефракцію, тобто певну форму в слові. Однак не завжди рід виявляється експліцитно у формі слова, хоча й у його узгодженні.